# Die Dämmerung
Die Dämmerung ist ein Gedicht von Alfred Lichtenstein, das zu den bekanntesten expressionistischen Gedichten der deutschen Literatur zählt. Es ist zuerst am 18. März 1911 in der Zeitschrift Der Sturm erschienen. Der Titel des Gedichts fand 1913 auch für die einzige Gedichtsammlung des Autors Verwendung, bevor er 1914 in den ersten Wochen des Ersten Weltkriegs fiel.

## Text

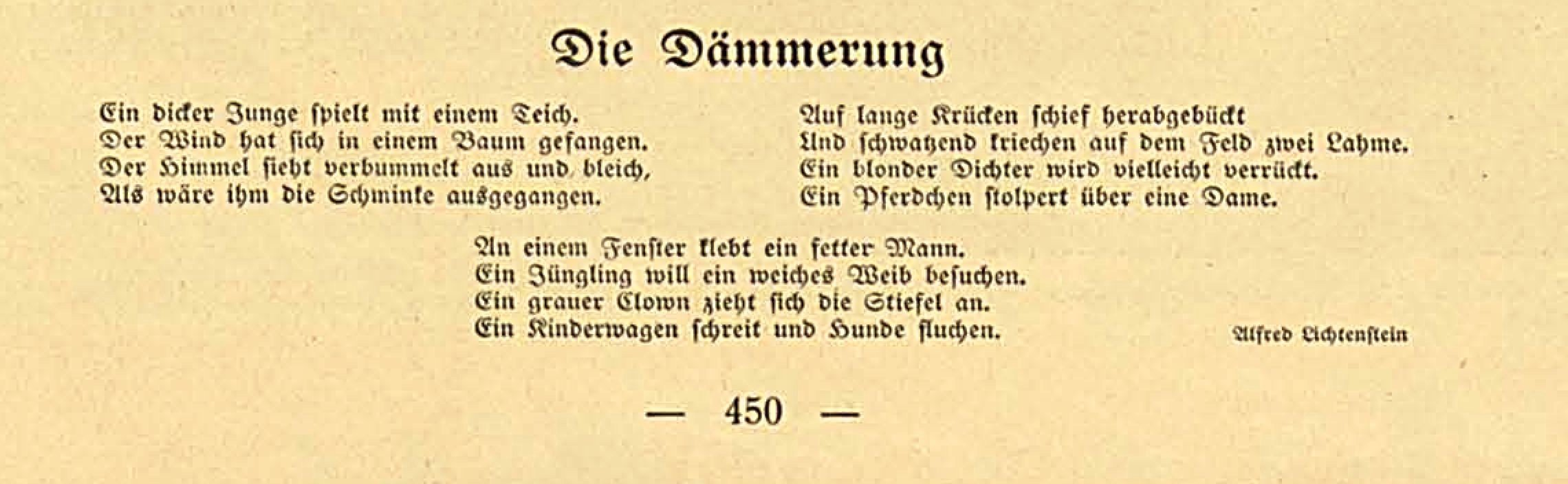
Abdruck im
Simplicissimus

Ein dicker Junge spielt mit einem Teich.

Der Wind hat sich in einem Baum gefangen.

Der Himmel sieht verbummelt aus und bleich,

Als wäre ihm die Schminke ausgegangen.

Auf lange Krücken schief herabgebückt

Und schwatzend kriechen auf dem Feld zwei Lahme.

Ein blonder Dichter wird vielleicht verrückt.

Ein Pferdchen stolpert über eine Dame.

An einem Fenster klebt ein fetter Mann.

Ein Jüngling will ein weiches Weib besuchen.

Ein grauer Clown zieht sich die Stiefel an.

Ein Kinderwagen schreit und Hunde fluchen.

## Publikationsgeschichte und Einordnung
Nach der Ersterscheinung im März 1911 erschien es im Oktober desselben Jahres auch im Simplicissimus. Das Gedicht war auch in der gleichnamigen Sammlung enthalten, die 1913 in Alfred Richard Meyers Reihe Lyrische Flugblätter veröffentlicht wurde. 1920 nahm es Kurt Pinthus in die Anthologie expressionistischer Lyrik Menschheitsdämmerung auf.
Lichtenstein gilt als „Vollender und Popularisator des Reihungsstil-Gedichts“, Die Dämmerung ist dafür ein gutes Beispiel. Das exemplarische expressionistische Gedicht erinnert an das kurz zuvor entstandene Gedicht Weltende von Jakob van Hoddis, wobei Lichtenstein „in seinem Gedicht die Reihe der kleinen und großen Katastrophen, die auf das ‚Weltende‘ hindeuten, auf eine Grundbefindlichkeit der expressionistischen Generation kurz vor dem Ersten Weltkrieg zurückgeführt [hat]: auf die Erfahrung, in einer verrückt gewordenen Welt zu leben“.